# Daniël Termont
 (novembre 2023).
Si vous disposez d'ouvrages ou d'articles de référence ou si vous connaissez des sites web de qualité traitant du thème abordé ici, merci de compléter l'article en donnant les références utiles à sa vérifiabilité et en les liant à la section « Notes et références ».
Daniël Termont, né le 19 mai 1953 à Gand est un homme politique belge flamand, membre de Sp.a, qui fut bourgmestre de Gand d'octobre 2007 à 2018. Il est également président de Publigas, l'exploitation communale belge dans le secteur du gaz.
Il est comptable (A2).

## Biographie et carrière professionnelle
Daniël Termont est le fils de commerçants de Mariakerke qui venaient, du côté de sa mère d'un milieu socialiste. En 1971, il obtient son diplôme A2 en comptabilité à la Stedelijk Instituut voor Handel en Secretariaat. Il effectue son service militaire d'avril 1972 jusqu'à avril 1973 et travaille pendant dix ans comme responsable fédéral de la MJA (Mutualiteit van Jonge Arbeiders), le jongerenwerking van de Socialistische Mutualiteiten de l'époque. Jusqu'en 1980, il est propagandiste à la section de la Flandre-Orientale du Bond Moyson dans la région de Gand -Eecklo. Puis il dirige le centre des vacances De Ceder à Deinze. Ainsi, il est le premier directeur du centre après sa rénovation devenue nécessaire. Il obtient ensuite le poste de secrétaire-trésorier de la Bond-Moyson de 1988 jusqu'à 1995, année où il détient un mandat à plein-temps comme adjoint au maire de Gand.

## Carrière politique
Bien que ses parents ne soient pas des socialistes de première ligne, Termont s'est engagé jeune dans les milieux politiques. À quatorze ans, il devient un membre actif du mouvement socialiste, d'abord comme membre et plus tard comme employé des Mutualités Socialistes. Il est le fondateur et le président de la MJA et des Jeunes socialistes de Mariakerke. En 1973 il obtient le poste de président du parti socialiste à Mariakerke, le socialistische partij de l'époque. À son initiative, on crée un local en 1979, le centre communautaire De Vuist (le Poing), une asbl dont Termont est toujours le président. En 1976 Termont participe pour la première fois aux élections municipales de Gand et est directement élu comme conseiller municipal, un mandat qu’il remplit jusqu’en 2012. Dans la période 1989-1995, il est chef de file du groupe SP. Lors des élections communales de 1995, Termont est réélu et il quitte ses activités professionnelles afin de pouvoir se consacrer à la politique à plein temps. Cette année-là est son premier mandat comme échevin du port, du développement économique et des aménagements de la ville de Gand. Lors des élections communales de 2000, il est réélu avec plus de 5000 voix de préférence. Il garde les compétences sur le port et l’économie et reçoit en plus les responsabilités d'échevin des fêtes. Lors des élections communales de 2006, il est le chef du parti sp.a-Spirit et le chef du cartel spa.a-Spirit et entraîne ainsi son parti vers la victoire. Il succède à Frank Beke comme bourgmestre de Gand. Dans son parti sp.a, Termont commence en 2001 son troisième mandat de membre du bureau national du sp.a.
Après les élections du 14 octobre 2012, dans une interview accordée à une radio publique des Pays-Bas, Daniël Termont estime que le style et le langage de Bart De Wever présentent « beaucoup de similitudes avec l'extrême droite ». Rappelant que De Wever a attiré beaucoup d’électeurs du parti d'extrême-droite Vlaams Belang, Termont voit dans son discours du 14 octobre « un langage digne des années trente »,.

## Autres mandats
En plus d'être bourgmestre de la ville de Gand, Daniel Termont a plusieurs fonctions dans le secteur de l'énergie. Il est vice-président du TMVW Integraal Waterbedrijf, une organisation nationale de l’eau potable, tout comme vice-président de la société privée de gaz Fluxys, qui est l’actionnaire principal de l'opérateur municipal belge dans l’industrie du gaz Publigas. Il est le président de cette dernière compagnie depuis 2002, tout comme président de la Vlaamse Energieholding (depuis 2004). En plus de ses fonctions, Termont est le vice-président de la Havenbedrijf Gent et conseiller de Finiwo, l’intercommunale des investissements de Flandre-ouest et Flandre-est. Comme supporteur de l’équipe de football gantoise AA Gent, il est également conseiller de l’organisation parapluie Buffalo NV. En novembre 2016, il prend la présidence de l'organisation Eurocities.

## Fonctions politiques
- 1976-     : Conseiller communal à Gand
- 1995-2006 : échevin à Gand
- 2007-     : bourgmestre de Gand
- 2014-     : député flamand

## Mandats
- Eurocities - président
- TMVW Integraal Waterbedrijf - vice-président
- Fluxys - vice-président
- Havenbedrijf Gent - vice-président
- Finiwo - membre du CA
- Buffalo nv - membre du CA
- De Vuist vzw (depuis 1979) - président
- Publigas nv (depuis 2002) - président
- Vlaamse Energieholding cvba (depuis 1er juillet 2004) - président

## Distinctions
- Citoyen d'honneur de la ville d'Asuncion (Paraguay)
- Officier dans l'Ordre de la Couronne
- Commandeur de l'Ordre de Bernardo O’Higgins (Chili)
- Medaille civile de 1re classe